# Hocico
Hocico (изговара се „осико“ и значи „њушка“) је мексички агротек бенд.

## Историја
Бенд су званично основали 1993. Ерик Гарсија (или Ерк Аикраг; текстови и вокали) и Оскар Мајорга (или Раско Агројам; програмирање), али њих двојица су се бавили музиком од своје петнаесте године. Њихове песме су углавном на шпанском, мада има и песама на енглеском.

## Дискографија
Албуми:
- (1997)
- (1999)
- (2002)
- (2003)
- (2004)
- (2008)
- (2010)

ЕП:
- (1998)
- (1998)
- (2000)
- (2002)
- (2002)
- (2003)
- (2004)
- (2006)
- (2007)
- (2008)

## Занимљивости
- Шпанска реч "hocico" значи "њушка". У Мексику ова реч се користи као увреда (нпр. у фразама попут "cállate el pinche hocico" - "Зачепи своју њушку", у слободном преводу)
- Раско Агројам је активан и у пројекту .
- Ерк Аикраг је активан и у пројекту .